# Филарет (архиепископ Смоленский)
Архиепископ Филарет (в схиме Феодорит) — архиепископ Смоленский и Мстиславский (1658—1671), архиепископ Суздальский и Тарусский (1656—1658).

## Биография
До епископства в пятидесятых годах XVII столетия был архимандритом Звенигородского Саввино-Сторожевского монастыря Московской епархии.
10 августа 1656 года хиротонисан во епископа Суздальского и Тарусского с возведением в сан архиепископа.
С 1658 года — архиепископ Смоленский и Дорогобужский.
В первой половине 1666 года присутствовал на соборе святителей о раскольниках, а в декабре того же года на соборном суде патриарха Никона.
В январе 1667 года участвовал в соборе о разных церковных учреждениях, в декабре этого же года находился на чреде священнослужения в Москве.
Архиепископ Филарет был ревнитель православия, он обратил католический костёл в православный собор. Восстановил Спасо-Авраамиев и Вознесенский монастыри в Смоленске, много пострадавшие от католиков. Ему принадлежит мысль о постройке нового обширного кафедрального собора.
В 1671 году оставил епархию и удалился на покой в Саввино-Сторожевский монастырь, где в 1681 году скончался, перед смертью приняв схиму с именем Феодорит.